# Clasificarea automobilelor

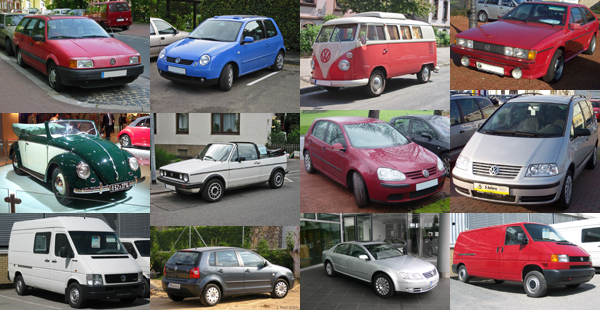
Modele Volkswagen din diferite clase

Automobilele pot fi clasificate în funcție de diferite criterii: dimenisiune, greutate, tipul de utilizare, forma de caroserie, motor, tip de transmisie, nivel de echipare, nivel de personalizare etc. Fiecare automobil are o denumire comercială particulară pentru a se distinge de altele.
Clasificarea după mărime poate varia de la o piață la alta. Astfel, categoriile din America de Nord și Europa diferă deoarece evoluția cererii de automobile de-a lungul timpului pe cele două continente este diferită.

## Clasificarea Comisiei Europene
În Europa, clasificarea se face pe segmente în ordine alfabetică:
- Segmentul A: Clasa mini
- Segmentul B: Clasa mică, numită și supermini sau subcompactă
- Segmentul C: Clasa compactă
- Segmentul D: Clasa medie
- Segmentul E: Clasa mare
- Segmentul F: Clasa de lux
- Segmentul S: Clasa sport
- Segmentul M: Monovolume
- Segmentul J: Automobile de teren, denumite și SUV-uri
- Vehicule pick-up